# Anton Aleksandrovič Demčenko
Anton Aleksandrovič Demčenko, conosciuto anche come Anton Demchenko nella traslitterazione anglosassone (in russo Антон Александрович Демченко?; Novosibirsk, 20 agosto 1987), è uno scacchista russo, grande maestro.
È stato campione europeo nel 2021. Dal novembre 2017 al novembre 2019 è stato tra i migliori cento giocatori in assoluto della classifica mondiale. Dal luglio 2023 rappresenta la Federazione slovena di scacchi.

## Carriera
Nel maggio del 2016 partecipa al Campionato europeo di Gjakova in Kosovo, dove si piazza al ventitreesimo posto con il punteggio di 7,5 su 11, qualificandosi alla Coppa del Mondo.
Nel settembre del 2017 partecipa alla Coppa del Mondo di Tbilisi in Georgia, dove batte al primo turno il grande maestro ucraino Oleksandr Areščenko per 4 a 2, dopo gli spareggi rapid. Al secondo turno esce con il già campione del mondo Vladimir Kramnik, suo connazionale, con il risultato di 0,5 a 1,5.
Nel 2019 in ottobre partecipa alla prima edizione del FIDE Grand Swiss sull'Isola di Man, piazzandosi novantaduesimo con il punteggio di 5,5 punti su 11 turni.
Nel 2021 in settembre vince il Campionato europeo di Reykjavík con il punteggio di 8,5 su 11. Con questo risultato si qualifica anche per la Coppa del Mondo del 2023. In dicembre partecipa sia al Mondiale rapid sia al Mondiale blitz, dove ottiene rispettivamente 6,5 punti su 13, 88º posto, e 10 punti su 21, 111º posto.